# Laophontina noodti
Laophontina noodti is een eenoogkreeftjessoort uit de familie van de Laophontidae. De wetenschappelijke naam van de soort is voor het eerst geldig gepubliceerd in 1983 door Kunz.